# Hans Georg Dehmelt
Hans Georg Dehmelt (n. 9 septembrie 1922, Görlitz, Republica de la Weimar – d. 7 martie 2017, Seattle, Washington, SUA) a fost un fizician american de origine germană, laureat al Premiului Nobel pentru Fizică în 1989, împreună cu Wolfgang Paul, pentru descoperirea metodei capcanei de ioni. Dehmelt și Paul au împărțit jumătate din premiul Nobel, cealaltă fiind acordată lui Norman Foster Ramsey.